# Маковичка, Якуб
Якуб Маковичка (чеш. Jakub Makovička; род. 7 марта 1981, Прага) — чешский гребец, выступавший за сборную Чехии по академической гребле в 1998—2017 годах. Обладатель серебряной медали чемпионата мира, чемпион Европы, призёр этапов Кубка мира, многократный победитель и призёр первенств национального значения, участник двух летних Олимпийских игр.

## Биография
Якуб Маковичка родился 7 марта 1981 года в Праге. Занимался академической греблей в столичном клубе «Дукла».
Впервые заявил о себе на международном уровне в сезоне 1998 года, когда вошёл в состав чешской национальной сборной и выступил на юниорском мировом первенстве в Линце, где в восьмёрках стал седьмым.
В 1999 году занял четвёртое место в восьмёрках на юниорском мировом первенстве в Пловдиве.
В 2000 году был восьмым в распашных рулевых двойках на чемпионате мира в Загребе.
В 2001 году в двойках с рулевым выиграл серебряную медаль на этапе Кубка мира в Мюнхене, показал восьмой результат на чемпионате мира в Люцерне.
На чемпионате мира 2002 года в Севилье занял 11-е место в безрульных четвёрках.
На чемпионате мира 2003 года в Милане стал 11-м в восьмёрках.
Благодаря череде удачных выступлений удостоился права защищать честь страны на летних Олимпийских играх 2004 года в Афинах — в программе четвёрок без рулевого сумел квалифицироваться лишь в утешительный финал В и расположился в итоговом протоколе соревнований на восьмой строке.
В 2005 году в четвёрках без рулевого показал восьмой результат на чемпионате мира в Гифу.
В 2006 году в двойках без рулевого был девятым на чемпионате мира в Итоне.
В 2007 году в восьмёрках превзошёл всех соперников на чемпионате Европы в Познани, тогда как в безрульных двойках отметился выступлением на чемпионате мира в Мюнхене, где занял итоговое 15-е место.
Находясь в числе лидеров гребной команды Чехии, благополучно прошёл отбор на Олимпийские игры 2008 года в Пекине — на сей раз стал восьмым в зачёте безрульных двоек вместе с Вацлавом Халупой.
После пекинской Олимпиады Маковичка остался действующим спортсменом и продолжил принимать участие в крупнейших международных регатах. Так, в 2009 году он завоевал серебряные медали в рулевых двойках на чемпионате мира в Познани и в безрульных четвёрках на чемпионате Европы в Бресте.
В 2010 году на чемпионате Европы в Монтемор-у-Велью был восьмым в безрульных двойках и взял бронзу в двойках с рулевым.
На чемпионате мира 2011 года в Бледе занял 17-е место в безрульных двойках.
В 2012 году пытался пройти отбор на Олимпийские игры в Лондоне, но на олимпийской квалификационной регате FISA в Люцерне выступил в безрульных двойках неудачно.
Спустя некоторое время в 2016 году вернулся в состав чешской национальной сборной, стартовал в безрульных четвёрках на чемпионате Европы в Бранденбурге, в рулевых двойках на чемпионате мира в Роттердаме, участвовал в европейской и финальной олимпийской квалификационной регате FISA в Люцерне.
Последний раз представлял Чехию на международной арене в сезоне 2017 года, когда занял девятое место в четвёрках без рулевого на чемпионате Европы в Рачице.